# Morte di Armita Geravand
Armita Geravand (in persiano مهسا امینی‎; Kermanshah, 2 aprile 2006 – Teheran, 28 ottobre 2023) è stata una studentessa curda con cittadinanza iraniana che, il 1º ottobre 2023, è entrata in coma nella metropolitana di Teheran dopo essere stata aggredita dalla Polizia morale per non aver indossato il velo islamico. Da allora è stata ricoverata nell'unità di terapia intensiva di un ospedale dell'esercito, dove il 22 ottobre 2023 le è stata diagnosticata la morte cerebrale, e ufficialmente è stata dichiarata morta il 28 ottobre dello stesso anno.

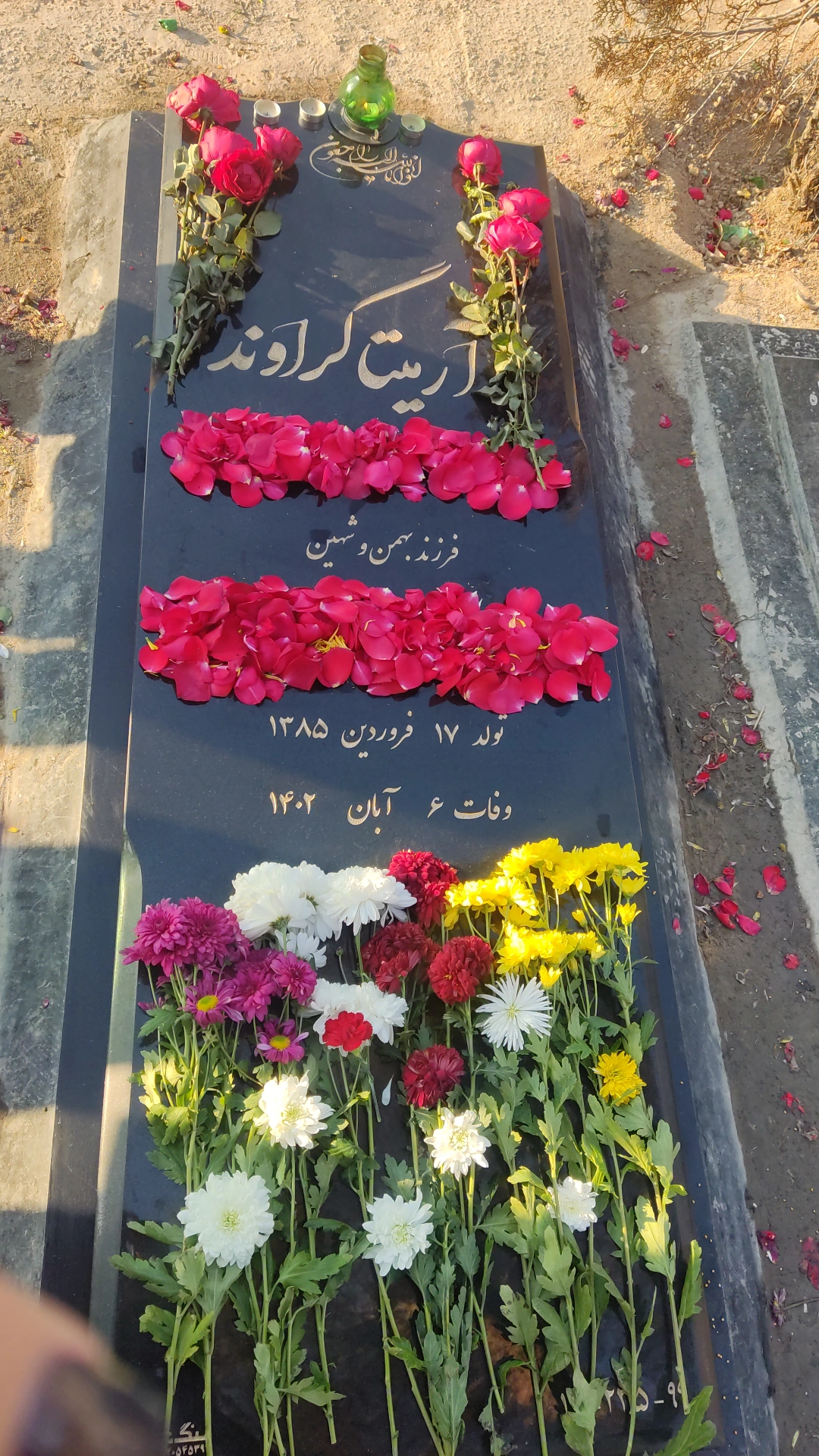
Tomba di Armita Geravand

L'incidente è stato paragonato alla morte di Mahsa Amini.

## Contesto
In Iran, le donne sono obbligate per legge a coprire i capelli e a indossare abiti lunghi come parte dei rigidi codici di abbigliamento islamico. Coloro che violano questa norma affrontano minacce pubbliche, multe o detenzione da parte della polizia religiosa, nota anche come Polizia morale.
Nel settembre del 2022, Mahsa Amini, ragazza di 22 anni, è morta mentre era sotto custodia della polizia iraniana, dopo essere stata arrestata presumibilmente per non aver indossato il velo in modo corretto. La morte di Amini ha scatenato proteste in tutto l'Iran, conosciute come il movimento "Donna, vita, libertà". In risposta, il regime ha represso le dimostrazioni e ha rafforzato le leggi sull'abbigliamento islamico.

## Circostanze della morte
Il 1º ottobre 2023, Armita Geravand, giovane studentessa di etnia curda, è stata filmata dalle telecamere di sorveglianza mentre entrava nella metropolitana di Teheran insieme a due amiche. Pochi minuti dopo essere salita a bordo, è stata trascinata fuori dal treno, priva di conoscenza, e portata in ospedale, dove è stata ammessa con "gravi lesioni cerebrali". Secondo il gruppo per i diritti umani con sede in Norvegia Hengaw e secondo le due amiche di Geravand, la giovane è stata fermata da agenti della Polizia morale per non aver indossato il velo islamico e, dopo una breve discussione, è stata aggredita e spinta a terra, battendo la testa e perdendo conoscenza.
Le autorità iraniane hanno negato ogni confronto fisico e sostengono che Geravand sia svenuta a causa della bassa pressione sanguigna. Secondo la Tehran and Houmah Metro Company, l'azienda che gestisce la metropolitana di Teheran, il vagone della serie TWM-EM-1203 in cui è salita Geravand è dotato di diverse telecamere di sorveglianza. Tuttavia, le agenzie di stampa iraniane non hanno pubblicato alcuna registrazione dall'interno del treno.
Un'analisi del laboratorio di prove di Amnesty International afferma che il video filmato dalle telecamere all'interno della stazione è stato accelerato in diverse parti e che, secondo i timestamp, ci sono 3 minuti e 16 secondi di intervallo nelle immagini.

## Conseguenze
L'ospedale in cui è stata ricoverata la studentessa era circondato dalle forze di sicurezza, che, secondo diverse testimonianze, avrebbero minacciato la famiglia e gli amici della vittima. In seguito, le amiche di Geravand che l'hanno portata in ospedale sono state arrestate per tre giorni. Anche la madre di Geravand e un giornalista del quotidiano Shargh, che stava facendo un'intervista a lei, sono stati arrestati.
Il 22 ottobre, i media di stato iraniani hanno annunciato che Geravand era stata dichiarata morta cerebralmente dopo essere rimasta in coma per diverse settimane. Sei giorni dopo, il 28 ottobre, è stata ufficialmente dichiarata deceduta presso l'ospedale di Teheran in cui era ricoverata.
Il caso di Armita Geravand ha suscitato critiche internazionali e richieste di un'indagine indipendente sulla causa del suo stato. Il governo dell'Iran ha respinto le accuse, definendole "interventiste". Gli ufficiali hanno difeso la tesi che la giovane fosse semplicemente svenuta e avesse subito un infortunio accidentale.
La ministra degli affari esteri tedesca Annalena Baerbock ha definito l'aggressione "insopportabile".